# Совін (Опольське воєводство)
Совін (пол. Sowin, нім. Sabine) — село в Польщі, у гміні Ламбіновиці Ниського повіту Опольського воєводства.
Населення — 521 особа (2011).

## Демографія
Демографічна структура станом на 31 березня 2011 року:
|          | Загалом | Допрацездатний вік | Працездатний вік | Постпрацездатний вік |
| -------- | ------- | ------------------ | ---------------- | -------------------- |
| Чоловіки | 266     | 29                 | 205              | 32                   |
| Жінки    | 255     | 41                 | 157              | 57                   |
| Разом    | 521     | 70                 | 362              | 89                   |